# Estación de Murcia-Zaraiche
Murcia-Zaraiche, también conocida coloquialmente como la estación de Caravaca, fue una estación de ferrocarril situada en el municipio español de Murcia, en la región homónima. Fue cabecera de la línea Murcia-Mula-Caravaca, puesta en funcionamiento en 1933. Las instalaciones se encontraban ubicadas en la Plaza Circular de la capital murciana. Tras el cierre de la línea, producido en 1971, en la actualidad la histórica estación es la actual sede de la empresa «Aguas de Murcia».

## Historia
La expansión del ferrocarril en España durante el siglo XIX propició la mejoría de las comunicaciones entre la mayoría de las ciudades importantes del país. Con el tiempo esta expansión afectó también a ciudades más pequeñas, cabeceras de distintas comarcas. Fue entonces cuando se promulgó la llamada Ley de Ferrocarriles Secundarios y Estratégicos, el 26 de marzo de 1908.
En la Región de Murcia, la comarca del Noroeste comenzó a considerar la construcción de una línea que uniera los núcleos de población más importantes con la ciudad de Murcia. En el año 1919 se encargó el anteproyecto de la línea férrea Murcia-Mula-Caravaca al ingeniero Juan de la Cierva y Codorníu. Este proyecto incluía, además de la construcción del ferrocarril, la edificación de las distintas estaciones. La cabecera de la línea se situó en la Estación de Zaraiche, que se localizaría al norte de la ciudad, en la zona de expansión de la Murcia de entonces, en contraposición a la estación de Murcia del Carmen, emplazada en el sur. 
El ferrocarril y las estaciones, incluida Zaraiche, fueron proyectados por el ingeniero Manuel Bellido en 1920, comenzando las obras en 1921. La Estación de Zaraiche  quedó concluida en 1930, tanto el edificio de viajeros como los muelles y cocheras, pero la línea no quedó inaugurada hasta el 29 de mayo de 1933, debido a los problemas que planteaba lo accidentado del recorrido.
En 1941 pasó a manos de la Red Nacional de los Ferrocarriles Españoles (RENFE), hasta la clausura de la línea en 1971.
El abandono progresivo de la línea ferroviaria Murcia-Mula-Caravaca tuvo como consecuencia el cierre y descuido de las instalaciones de la Estación de Zaraiche. Esta situación se mantuvo hasta que, a finales del siglo XX, el edificio fue rehabilitado para convertirlo en sede de la empresa Aguas de Murcia. En la actualidad, el edificio sigue cumpliendo su función como sede de esta empresa.

## Arquitectura
El diseño de la Estación de Zaraiche, aunque modesto dado el carácter secundario de la línea, destaca por su carácter de estación principal. Responde a la tipología de las estaciones término de ferrocarril, caracterizándose la de Zaraiche por su estilo ecléctico, con una tendencia historicista de corte neomudéjar. 
El edificio principal consta de tres pisos divididos en dos cuerpos. El primer cuerpo está constituido por la planta baja y el primer piso, los cuales están separados del segundo cuerpo por medio de una cornisa con ménsulas sobre la que se apoya una barandilla. Esta barandilla de estilo mudéjar está realizada en ladrillo y decorada con motivos geométricos. Entre la primera y segunda planta destaca la gran marquesina metálica decorada con relieves, anclada a la pared por medio de cerchas también metálicas, que rodea toda la fachada principal. El segundo cuerpo está compuesto por la tercera planta, que se encuentra coronada por una barandilla similar a la anterior. La tercera planta apenas es visible desde el exterior y se encuentra situada tras el remate del reloj, siendo de un tamaño menor.
La fachada principal está realizada en ladrillo visto y sillería, materiales que le dan un aspecto muy colorido por la combinación de tonos rojizos, claros, grisáceos y azulados.
En la parte trasera estaban situados los andenes, hoy reaprovechados como aparcamiento para los empleados de la empresa Aguas de Murcia. Los andenes y la fachada trasera estaban protegidos por una cubierta metálica sustentada por soportes de fundición rematados por capiteles corintios.